# Obscura (album)
Obscura è il terzo album in studio del gruppo death metal canadese Gorguts, pubblicato nel 1998.

## Tracce
Testi di Steve Hurdle e Luc Lemay, musiche di Steve Cloutier, Steve Hurdle e Luc Lemay, eccetto dove indicato.
1. Obscura – 4:04 (musica: Hurdle, Lemay)
2. Earthly Love – 4:04
3. The Carnal State – 3:08 (musica: Cloutier, Hurdle)
4. Nostalgia – 6:10 (musica: Cloutier, Hurdle)
5. The Art of Sombre Ecstasy – 4:20 (musica: Cloutier, Lemay)
6. Clouded – 9:32 (musica: Hurdle)
7. Subtle Body – 3:23
8. Rapturous Grief – 5:27
9. La vie est prélude... (La mort orgasmi) – 3:28
10. Illuminatus – 6:15
11. Faceless Ones – 3:50 (musica: Cloutier, Hurdle)
12. Sweet Silence – 6:45

## Formazione
- Luc Lemay – chitarra, voce
- Steeve Hurdle – chitarra, voce
- Steve Cloutier – basso
- Patrick Robert – batteria